# Lukáš Doksanský
Lukáš "Doxa" Doksanský (9. srpna 1973 Praha) je český bubeník, působící ve skupině Arakain od roku 2004.
V Arakainu hraje na bicí od roku 2004 a se skupinou nahrál řadové desky Labyrint, Restart a Homo Sapiens..?, kromě toho můžeme jeho umění ocenit i na záznamu XXV Eden.
Narodil se v roce 1973 a k hudbě jej to díky otci táhlo již od mládí. První koncert s otcovou skupinou jako záskok odehrál již v deseti letech. Své řemeslo vystudoval na konzervatoři. V minulosti působil ve skupinách Rowdies (kapela jeho otce), Drakar, Bestie (kde hrál se svojí budoucí švagrovou), kultovní Vitacit, Guns, King size, Zaba, Kashmir 9:41, Jazz Efterrätt či Inter Petra Rajcherta.
V roce 2004 se na doporučení Romana Lomtadze (který s Arakainem objel tour po odchodu Marka Žežulky) dostal k Arakainu. Díky vytížení s touto skupinou se vzdal hraní s ostatními hudebními seskupeními.
Kromě hraní na bicí také vyučuje na Konzervatoři Jaroslava Ježka.

## Vybavení
Používá bicí Tama, činely Zildjian a paličky Balbex. Dříve používal bicí Gretsch.